# Parc mémoriel de Bubanj
Le parc mémoriel de Bubanj (en serbe cyrillique : Мемориjални парк Бубањ ou Спомен парк Бубањ ; en serbe latin : Memorijalni park Bubanj ou Spomen park Bubanj) est un ensemble mémoriel de la Seconde Guerre mondiale situé sur territoire du village de Bubanj, dans la municipalité de Palilula et dans la ville de Niš, en Serbie. Il a été construit pour honorer la mémoire de plus de 10 000,,,, citoyens de la ville de Niš, et autres citoyens de Serbie et de Yougoslavie, qui y ont été exécutés par les nazis ; selon d'autres sources, plus de 12 000 personnes y auraient trouvé la mort. En raison de sa valeur historique et humaine, l'actuel parc est inscrit sur la liste des sites mémoriels d'importance exceptionnelle de la république de Serbie. 

## Mémorial
La pièce maîtresse du site de Bubanj est constituée d'une sculpture monumentale en marbre, mesurant 23 m de long sur 2,5 m de haut, comportant cinq compositions en haut-relief représentant successivement la « machine à tuer », c'est-à-dire les pelotons d'exécution, la révolte des civils, la reddition nazis et la victoire finale sur les oppresseurs.

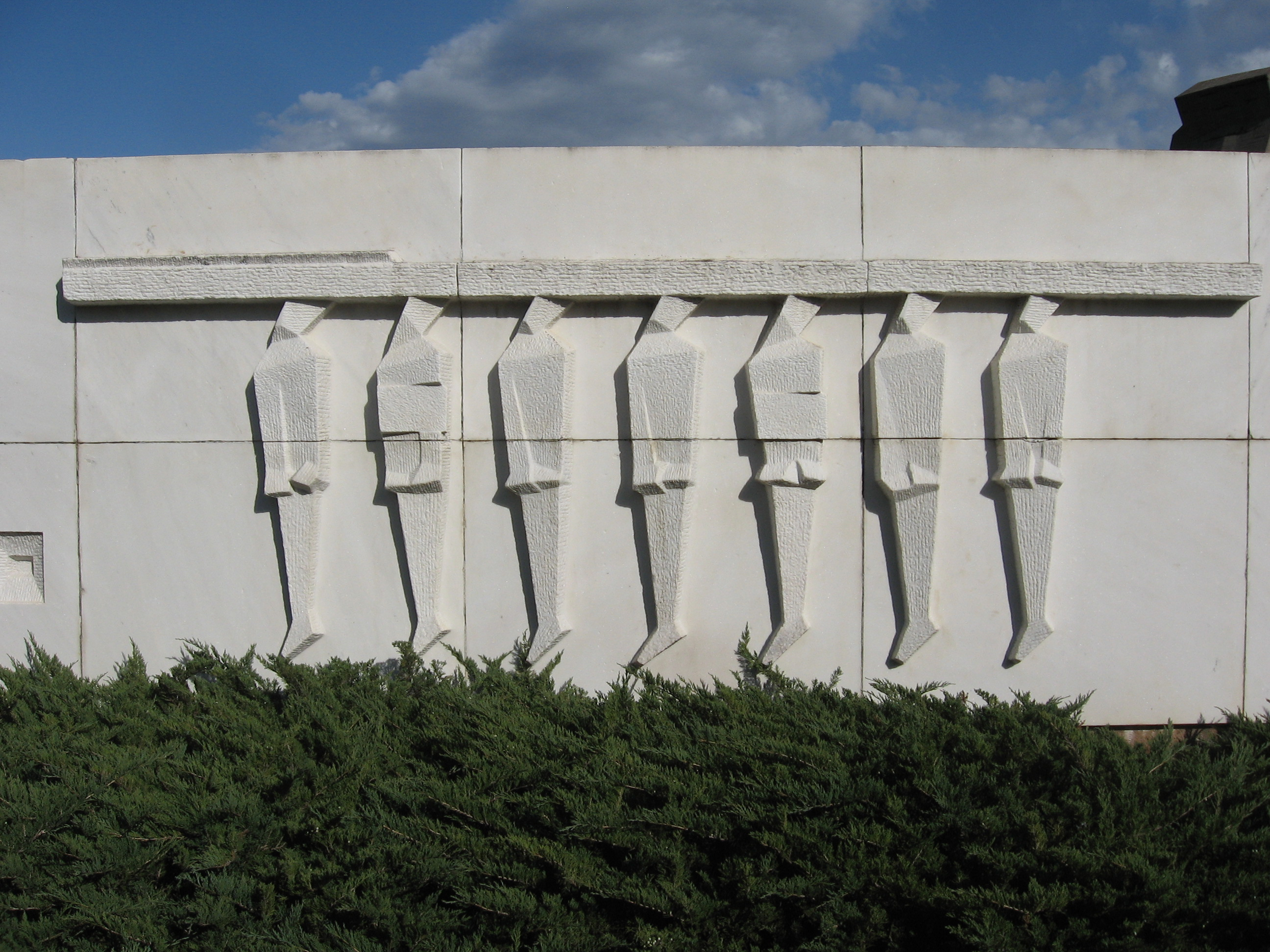
Bubanj, détail d'un haut-relief en marbre

Un autre monument important du parc est constitué de trois obélisques de béton qui représentent de manière symbolique des mains avec le poing fermé. Chacun de ces poings est de taille différente, celui d'un homme, celui d'une femme et celui d'un enfant, rappelant que des familles entières furent tuées à Bubanj et opposant symboliquement à l'ennemi un geste de défi.

## Histoire

### Seconde Guerre mondiale
De nombreux pelotons d'exécutions ont été établis dans la forêt de Bubanj ; des Serbes, des Roms et des Juifs y furent acheminés par camions pour y être exécutés. Ces exterminations de masse eurent lieu de février 1942 à septembre 1944 et 10 000 personnes y trouvèrent la mort. Avec l'avancée de l'Armée rouge et avant leur retraite, les nazis firent déterrer les morts et firent brûler leurs cadavres de manière à effacer toute trace de leurs crimes[réf. nécessaire].

### République fédérative socialiste de Yougoslavie
En 1950, le site des exécutions de Bubanj fut d'abord marqué d'une pyramide mémorielle. Un nouveau monument, celui des Trois poings, fut réalisé par le sculpteur croate Ivan Sabolić et dévoilé le 14 octobre 1963.

### Histoire récente
En 2004, une chapelle en verre et métal a été ajoutée au mémorial ; elle a été dessinée par l'architecte Alexander Buđevac. En 2009, l'ensemble du site a été restructuré.

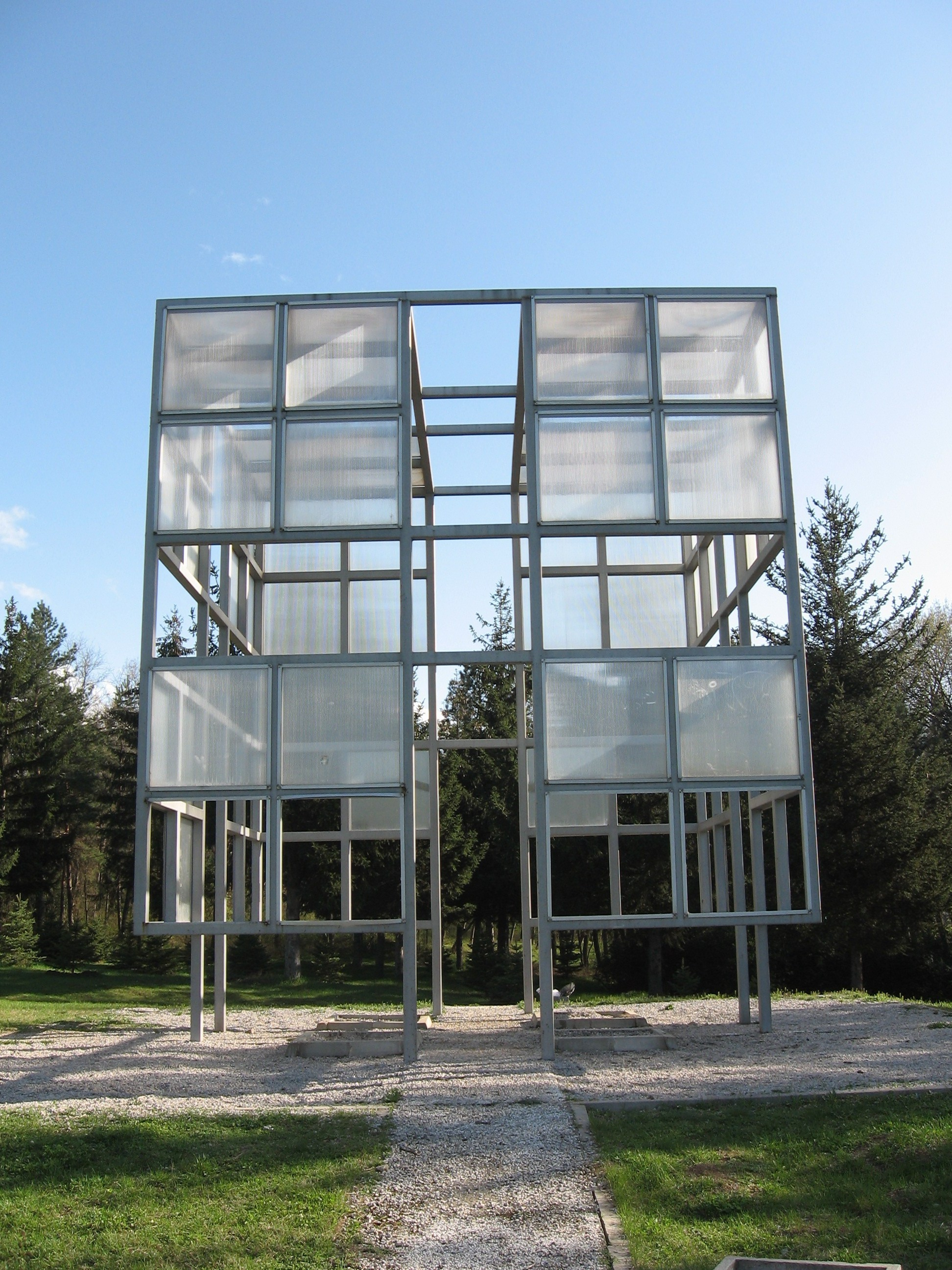
La chapelle en verre de Bubanj